# Casa Casati Magni
Casa Casati Magni è un edificio ad uso residenziale e commerciale di Milano situato in via Dante al civico 16.

## Storia e descrizione
Il palazzo fu costruito, come ricordato dal graffito in numeri romani in facciata, nel 1891 dall'architetto Antonio Tagliaferri e degli ingegneri Giovanni Battista Casati e Giulio Magni nell'ambito del piano di urbanizzazione della nuova Via Dante, aperta nel 1888. Edificata su committenza della Cassa Sovvenzioni, Casa Casati Magni si aggiudicò nel 1892 il terzo premio di 10 000 lire del concorso indetto dal Comune di Milano per i tre migliori edifici eretti sulla nuova via.
Il pian terreno e il piano rialzato sono realizzati in pietra: il portale centrato sulla facciata è costituito da un arco a tutto sesto sormontato da due sculture di un uomo e donna, allegorie della Medicina e dell'Industria, sormontati a loro volta dal balcone del piano nobile retto da mensoloni. Il piano nobile, oltre al balcone, è decorato con finestre con timpani triangolari e curvo spezzato, mentre i piani superiori presentano finestre più semplici man mano che si sale di piano, ispirati alle linee dell'architettura rinascimentale.